# 南昌街117至125號
南昌街117至125號（英語：117-125 Nam Cheong Street），是香港一連五座的戰前唐樓群，位於香港九龍深水埗區南昌街117至125號。
此為區內現存最大型唐樓群，其中117號為著名的「南昌押」，建築群1999年曾被列為二級歷史建築，後來於2010年被降評為三級。

## 歷史
五座的戰前唐樓分別建於不同時期：

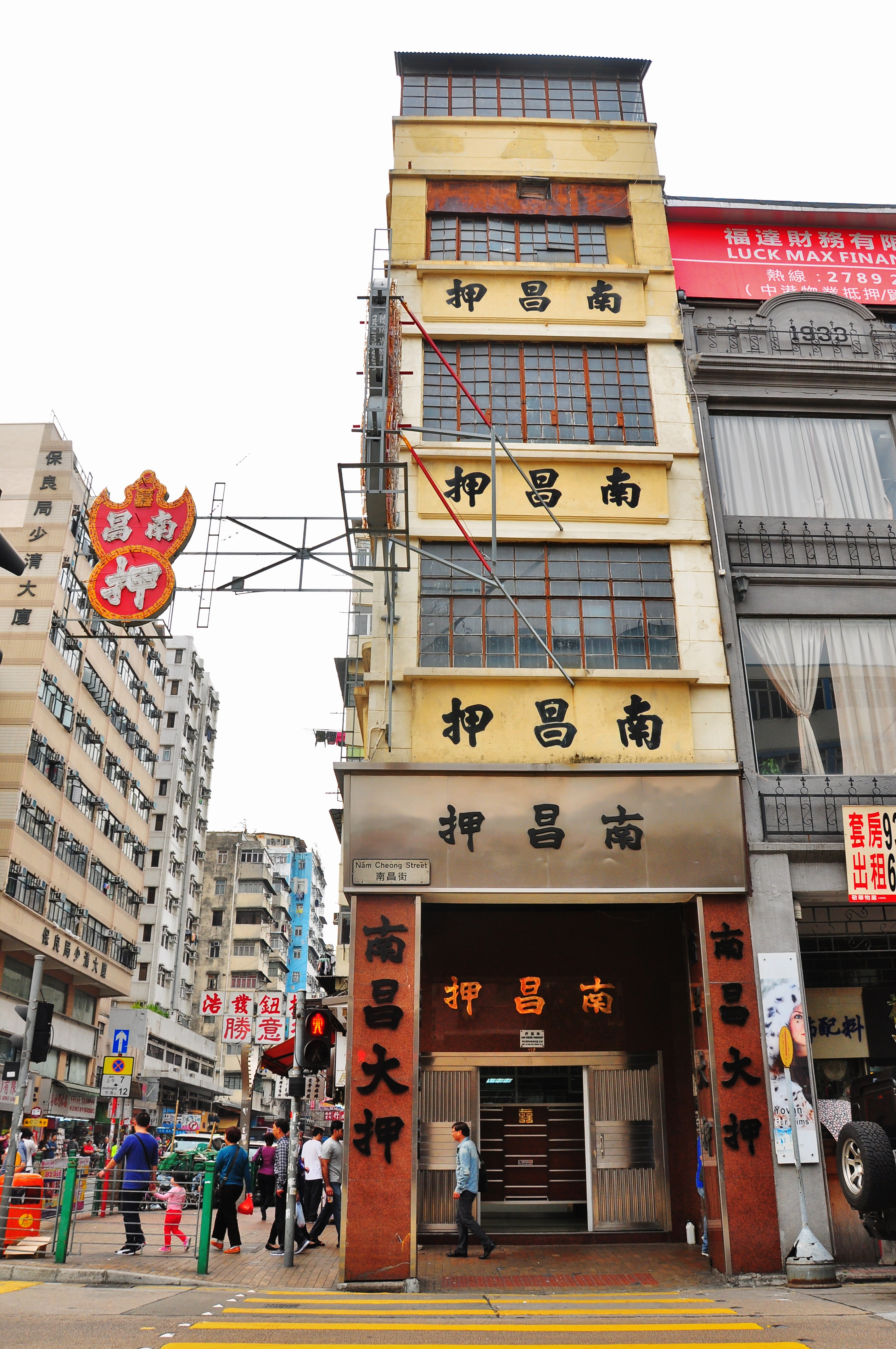
南昌街117號

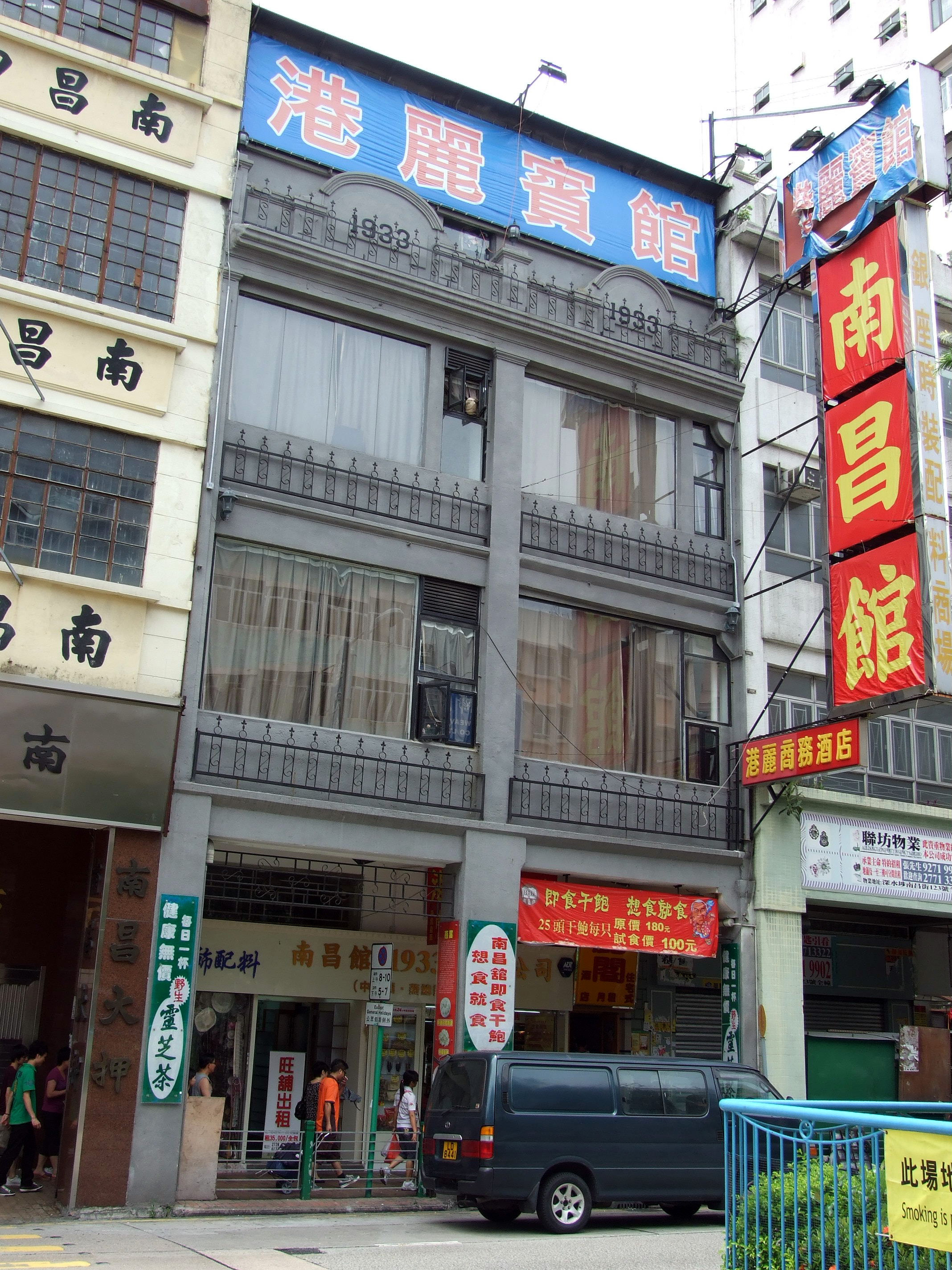
南昌街119及121號

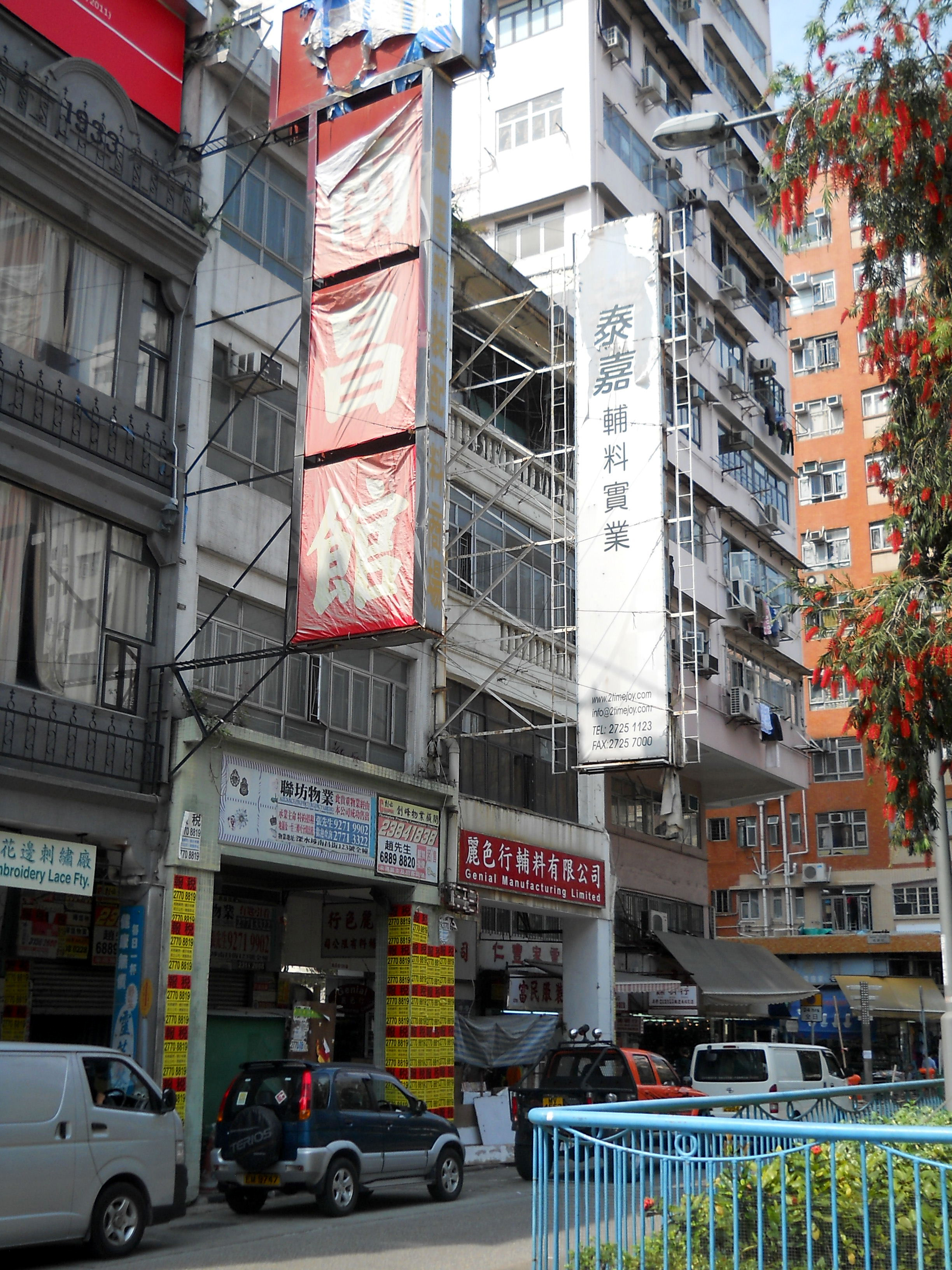
南昌街123及125號

- 117號唐樓：建於1920年代，樓高5層，為典當舖「南昌押」
- 119及121號唐樓：建於1933年，樓高3層（加1層閣樓），之前曾經是「海麗賓館」，現在為「香港港麗商務酒店」[3]
- 123及125號唐樓：建於1930年代，樓高4層，123號曾經是「德興茶樓」，125號地舖曾為「銀龍茶餐廳」[4]，牆身仍留有招牌痕跡

2010年，南昌街119及121號以7380萬元易手，而原業主於2004年斥2000萬元入市，現分租地舖以及於閣樓和1至3樓經營商務酒店。

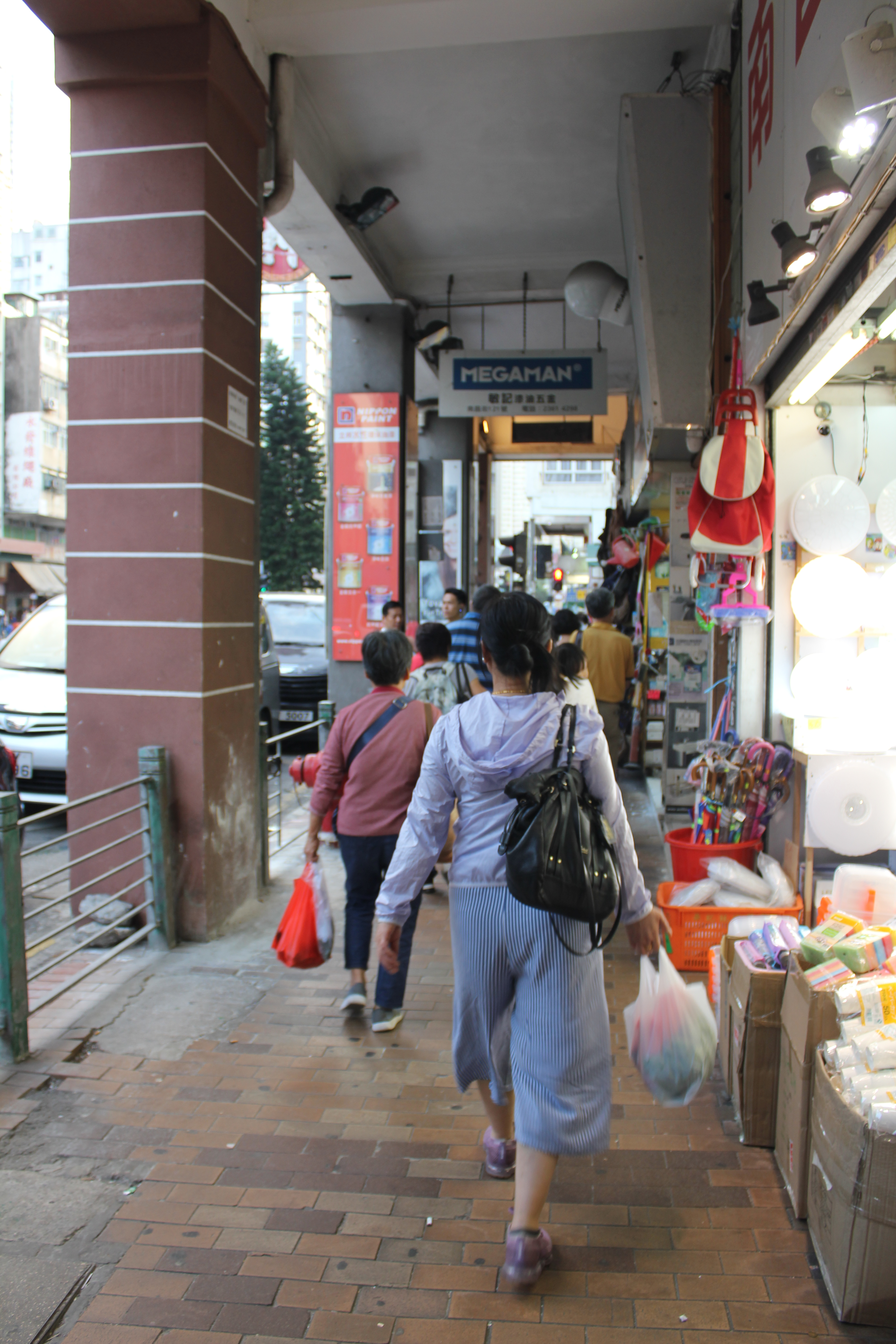
唐樓群地舖前的迴廊

## 南昌押
位於117號的整座唐樓原為一當舖「同安大押」，位於南昌街及汝州街交界，業主為在香港開設不少典當鋪的賭業大亨高可寧家族。
香港在1926年典當合法化後，典當業隨之急速發展，同安大押亦在這個時候立足於深水埗，並到1950年代改名「南昌押」並沿用至今。
樓宇總樓面面積約800呎，每層均有「南昌押」的字樣及一圓型小氣窗，而兩邊街道都分別掛上霓虹燈招牌，使交界兩邊都能見到。
面向南昌街的騎樓有兩條橫跨行人路的支柱，與旁邊的唐樓群形成一條迴廊。唐樓亦沿用傳統「上居下舖」的模式，地下作商舖而樓上為居所。
2023年1月中，屋宇署向業主頒佈命令在60天內完全拆除外牆懸掛的霓虹招牌，指其未獲《建築物條例》第14條規定批准的建築圖則而興建。

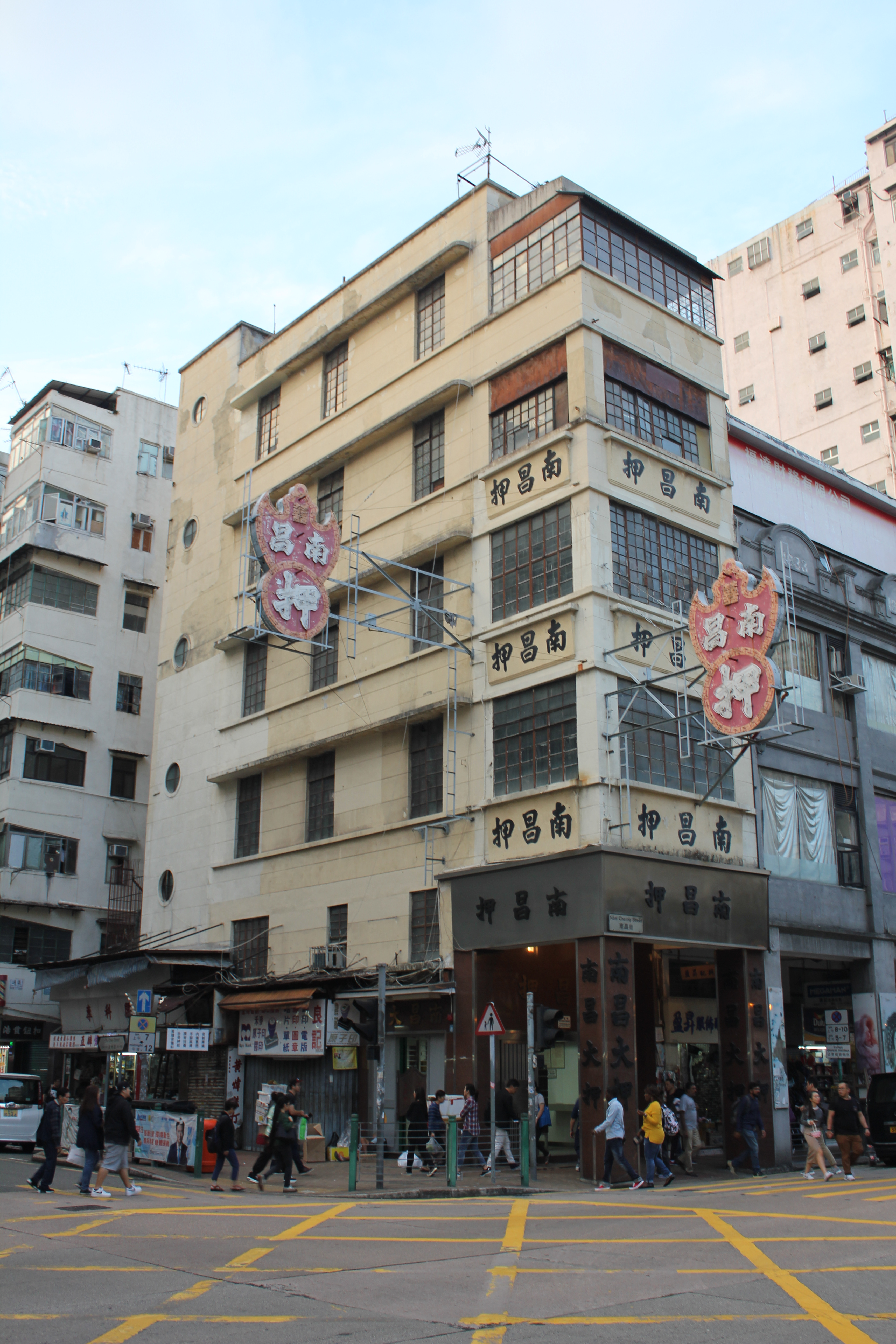
全景
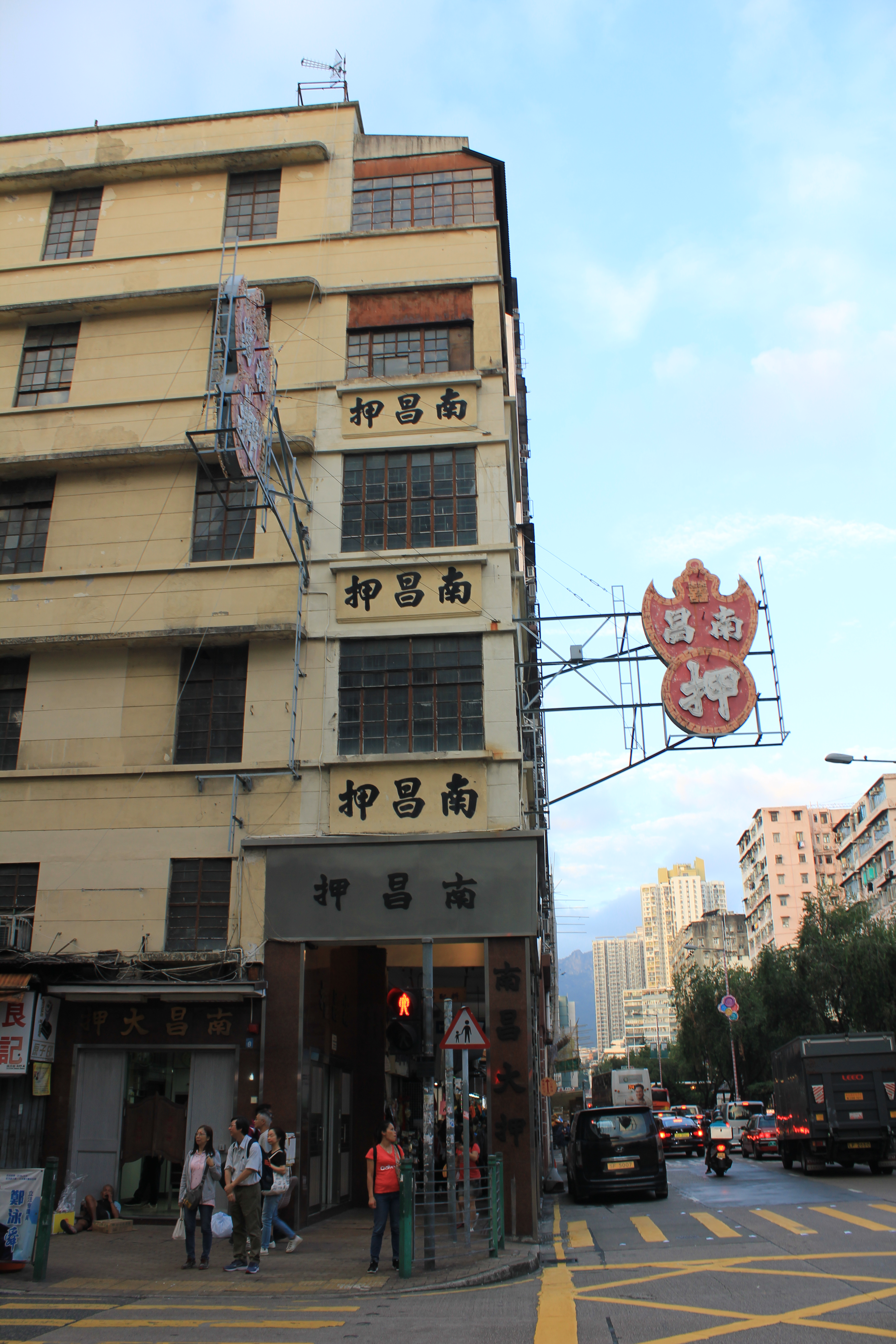
正門及1樓的街道招牌
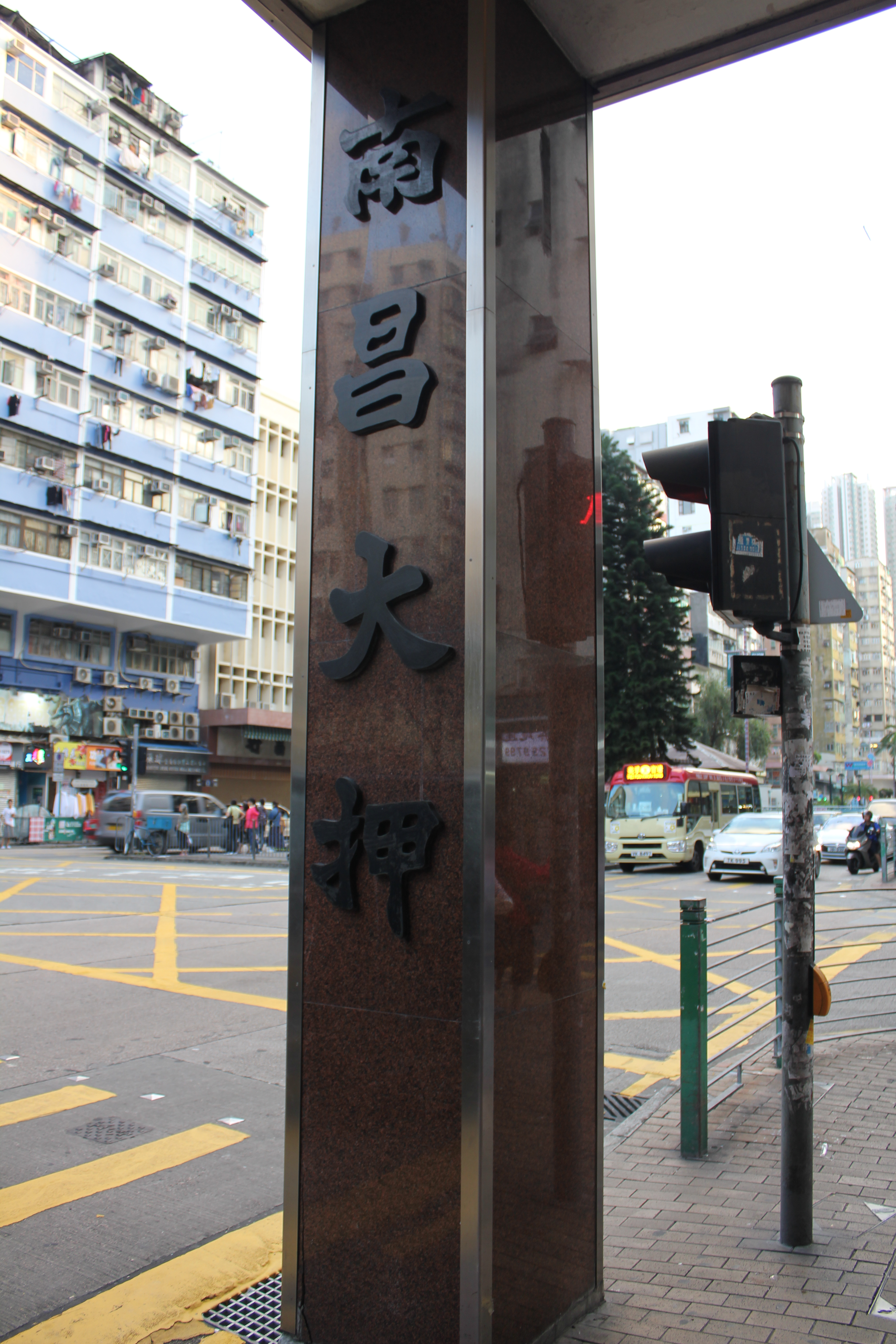
騎樓柱身題字
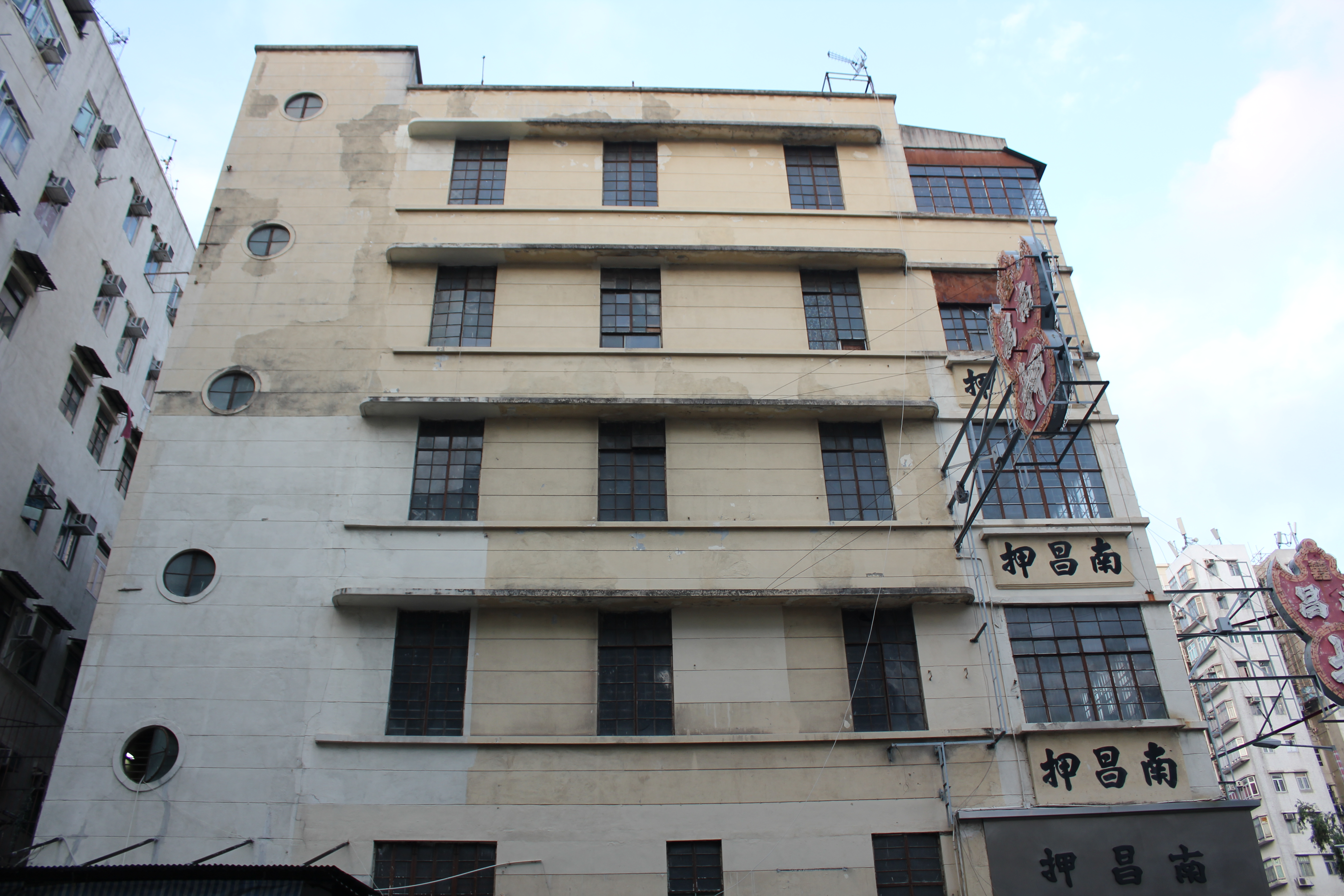
每層均有圓型氣窗
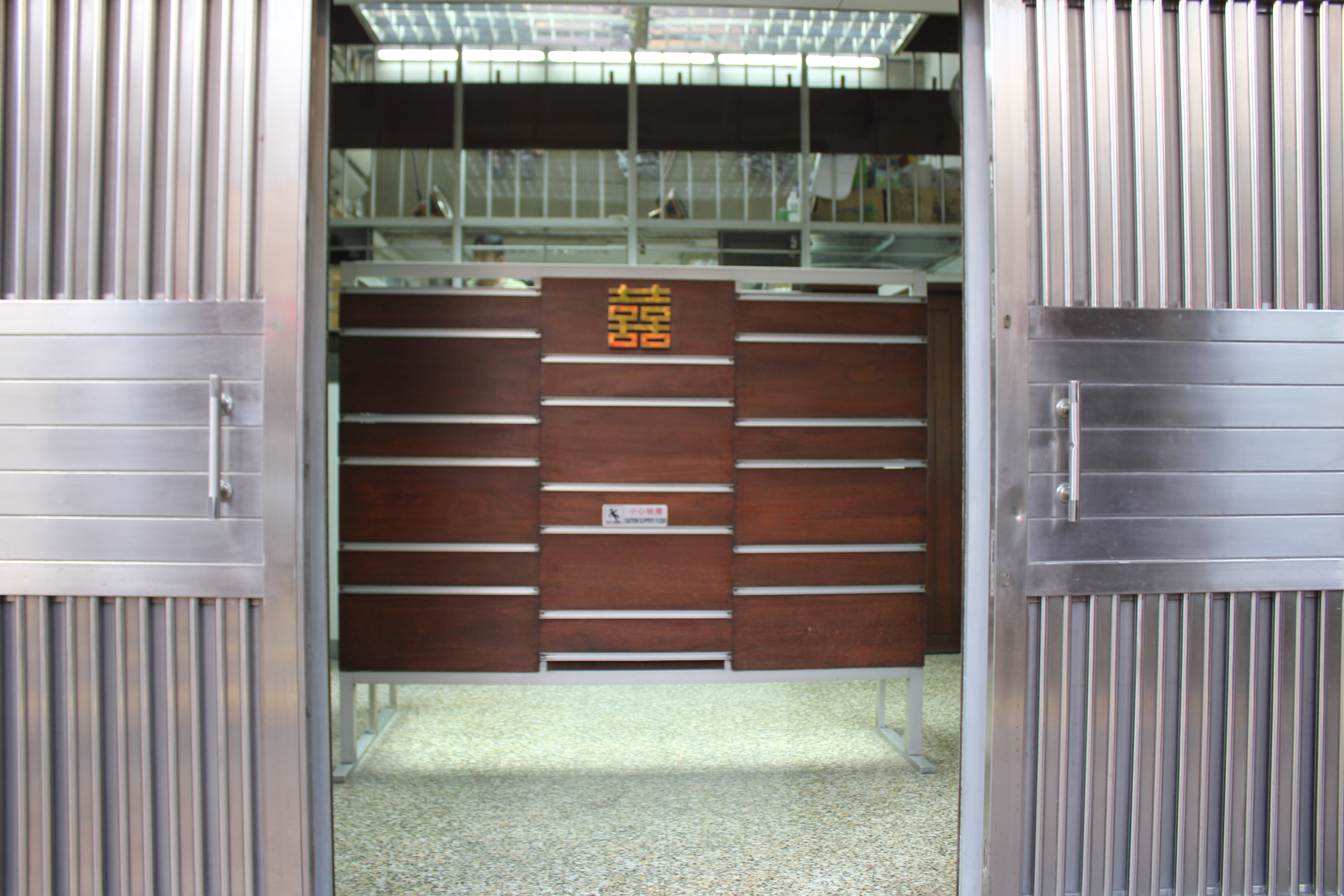
側門

## 清拆危機
2018年1月，業主公開招標出售119、121號及123號共三幢物業，意向價2.2億元，若重建商住大廈最多可以9倍地積比率發展。

## 鄰近地點
- 汝州街
- 鴨寮街
- 北河街
- 石硤尾街
- 深水埗站
- 南昌街休憩公園
- 深水埗三太子及北帝廟

## 相關當鋪
- 德生大押（同屬高可寧家族，位於佐敦上海街178號）
- 德榮大押（同屬高可寧家族，位於中環德輔道中72號）
- 同德大押（同屬高可寧家族，已拆卸，原址位於灣仔軒尼詩道367至371號）

## 外部連結
- 同德大押歷史研究報告 - 古物諮詢委員會（页面存档备份，存于）